# ELROB
ELROB är en tävling för autonoma obemannade markfordon och motsvarar i stort sett DARPA Grand Challenge. Elrob tar endast emot europeiska deltagare, vartannat år tävlar fordon med civila tillämpningar och vartannat år militära system. Första tävlingen arrangerades i tyska Hammelburg år 2006.